# 에이지 오브 엠파이어
에이지 오브 엠파이어(Age of Empires, AoE)는 앙상블 스튜디오에서 개발하고 마이크로소프트 게임 스튜디오에서 발매한 실시간 전략 게임 시리즈다. 역사적 사건을 배경으로 세계 여러 문명과 시대를 소재로 한다.
1997년 시리즈 첫 타이틀이 출시된 이후 일곱 개의 정식 타이틀과 세 개의 외전이 출시되고, 2008년을 기해 총 2000만 장이 넘게 팔리는 상업적 성공을 거두었다.

## 게임
- 에이지 오브 엠파이어 (1997년)
  - 에이지 오브 엠파이어: 로마의 부흥 (1998년)
- 에이지 오브 엠파이어 2: 에이지 오브 킹스 (1999년)
  - 에이지 오브 엠파이어 2: 정복의 시대 (2000년)
- 에이지 오브 엠파이어 3 (2005년)
  - 에이지 오브 엠파이어 3: 대전사 (2006년)
  - 에이지 오브 엠파이어 3: 아시아 왕조 (2007년)
- 에이지 오브 엠파이어 온라인 (2011년)
- 에이지 오브 엠파이어 2 HD (2013년, 에이지 오브 엠파이어 2 : 더 컨커러스의 리메이크 버전)
- 에이지 오브 엠파이어 2: 잊혀진 제국 (2013년, 에이지 오브 엠파이어2 두 번째 공식 확장팩)
- 에이지 오브 엠파이어 2: 아프리카 왕국 (2015년, 에이지 오브 엠파이어2 세 번째 공식 확장팩)
- 에이지 오브 엠파이어 2: 라이즈 오브 더 라자스 (2016년, 에이지 오브 엠파이어2 네 번째 공식 확장팩)
- 에이지 오브 엠파이어 1: 결정판 (2018년, 에이지 오브 엠파이어 1 리메이크 버전)
- 에이지 오브 엠파이어 2: 결정판 (2019년, 에이지 오브엠파이어 2 리메이크 버전)
- 에이지 오브 엠파이어 3: 결정판 (2020년, 에이지 오브 엠파이어 3 리메이크 버젼)
- 에이지 오브 엠파이어 4 (2021년)
- 에이지 오브 엠파이어 2: 로마의 귀환 (2023년, 에이지 오브 엠파이어2 다섯 번째 공식 확장팩)

### 미쏠로지
역사에 더해 신화와 전설을 바탕으로 한 시리즈다.
- 에이지 오브 미쏠로지 (2002년)
  - 에이지 오브 미쏠로지: 티탄의 복수 (2003년)
  - 에이지 오브 미쏠로지: 용의 이야기 (2015년)

### 닌텐도 DS판
닌텐도 DS로 출시된 타이틀은 본작과 달리 실시간이 아닌 턴기반 전략 게임이다.
- 에이지 오브 엠파이어: 에이지 오브 킹스 (2006년)
- 에이지 오브 엠파이어: 미쏠로지스 (2008년)

### 모바일 판
모바일용 게임에서는 거의 대부분 제작자들은 라이센스를 받고 제작한다.
에이지 오브 엠파이어 모바일 (2024)

#### 피처폰용
- 에이지 오브 엠파이어 2 (2002년)
- 에이지 오브 엠파이어 3 (2005년)

#### 아이폰, 안드로이드, 윈도우 모바일용
- 에이지 오브 엠파이어 캐슬 시즈 (2014년)
- 에이지 오브 엠파이어: 세계 정복 (2015년)